# Pickelhaube

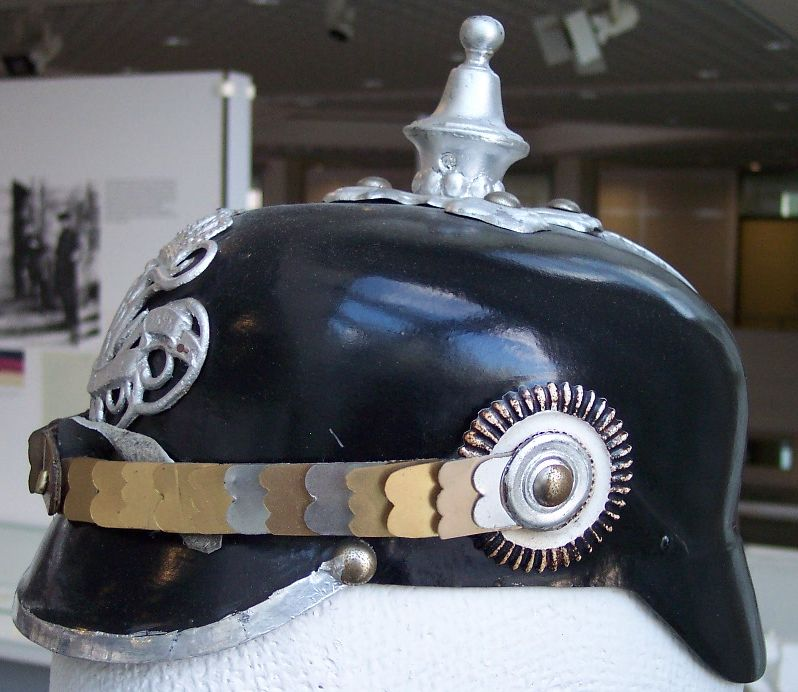
Pickelhaube používaná pruskou policií

Pickelhaube (mn. č. Pickelhauben, z německého Pickel – hrot a Haube – čepec, přilba), také Pickelhelm, byla pruská vojenská helma s kovovým hrotem na vrcholu používaná pruskou armádou, policií a hasiči v 19. a na začátku 20. století. Ačkoliv je nejčastěji spojována s pruskou armádou, do které byla zavedena v letech 1842–1843, byla používána i dalšími armádami té doby. V současnosti je některými ozbrojenými složkami používána jako ceremoniální helma, např. v Chile, Kolumbii či ve Švédsku.

## Historie
Pickelhaube byla navržena v roce 1842 pruským králem Fridrichem Vilémem IV., který se pravděpodobně nechal inspirovat podobným typem helmy, který byl právě zaváděn v ruské armádě. Není zcela jasné, zda šlo o imitaci ruské helmy, nezávislý návrh podobné helmy, či zda oba návrhy vycházejí z dřívější napoleonské kyrysnické přilby. Inspiraci v kyrysnické přilbě by nasvědčovalo, že ruská helma byla též užívána jízdou. Hrot na helmě byl pak derivátem držáku pro ozdobný chochol z koňských žíní, užívaný při přehlídkách.